# 亨耶跡
亨耶跡是質量高於0.5太陽質量的原恆星在結束林軌跡之後，在赫羅圖上繼續發展的路徑。天文學家路易斯·G.·亨耶和他的同事在1950年代顯示原恆星會繼續保持一段收縮與輻射平衡的週期之後才會進入主序帶。
亨耶跡的特徵是在接近流體靜力平衡的狀態下緩慢的塌縮，在赫羅圖上幾乎是水平的逐漸趨近主序帶（意思是光度幾乎不變）。